# 안디 피흘러
안톤 "안디" 피흘러(독일어: Anton "Andy" Pichler, 1955년 10월 4일, 슈타이어마르크 주 바이츠 ~)는 오스트리아의 전직 축구 수비수이다.
현역 시절, 피흘러는 13년 동안 슈투름 그라츠에서 활약했고, 장크트 푈텐에서 은퇴했다. 그는 오스트리아 국가대표팀 경기에 11번 출전했고, 스페인에서 열린 1982년 월드컵에 참가했다.